# بوداسف

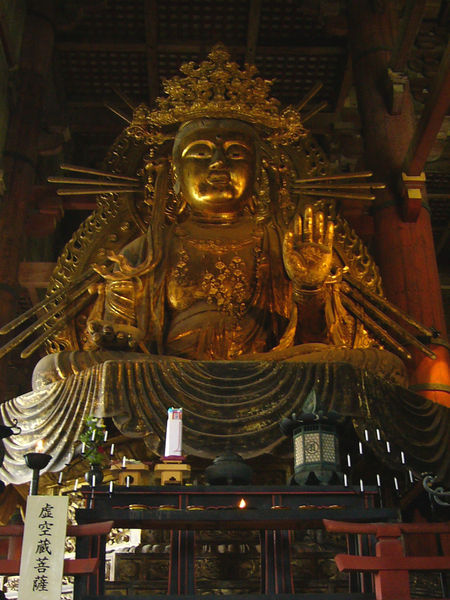
تمثال البوداسف آكاسكربا.

البوداسَف (معرب السنسكريتية बोधिसत्त्व "المستنير"، يقال بوذاسف بالذال) في البوذية اللقب الذي يطلق على أي شخص يشعر برغبة كبيرة لتحقيق البوذوية لصالح جميع الكائنات.

## معاجم
1. ↑  الخوارزمي. مفاتيح العلوم. في أسامي أرباب الملل والنحل المختلفة